# 10161 Nakanoshima
10161 Nakanoshima eller 1994 YZ1 är en asteroid i huvudbältet som upptäcktes den 31 december 1994 av den japanska astronomen Takao Kobayashi vid Ōizumi-observatoriet. Den är uppkallad efter den japanska ön Nakano-shima.